# Супонево (Брянская область)
Супо́нево — село в Брянском районе Брянской области России. Административный центр Супоневского сельского поселения. С 1976 по 2002 год имело статус посёлка городского типа. 
Супонево является крупнейшим селом Брянской области.
Одно из древнейших сёл Брянщины, основано предположительно в XIV—XV в.

## География
Супонево находится у юго-западных границ города Брянска и непосредственно прилегает к городской черте. Село расположено на высоком правом берегу Десны, вдоль которой вытянуто более чем на 6 км.

## История
Впервые упоминается в 1574 году.

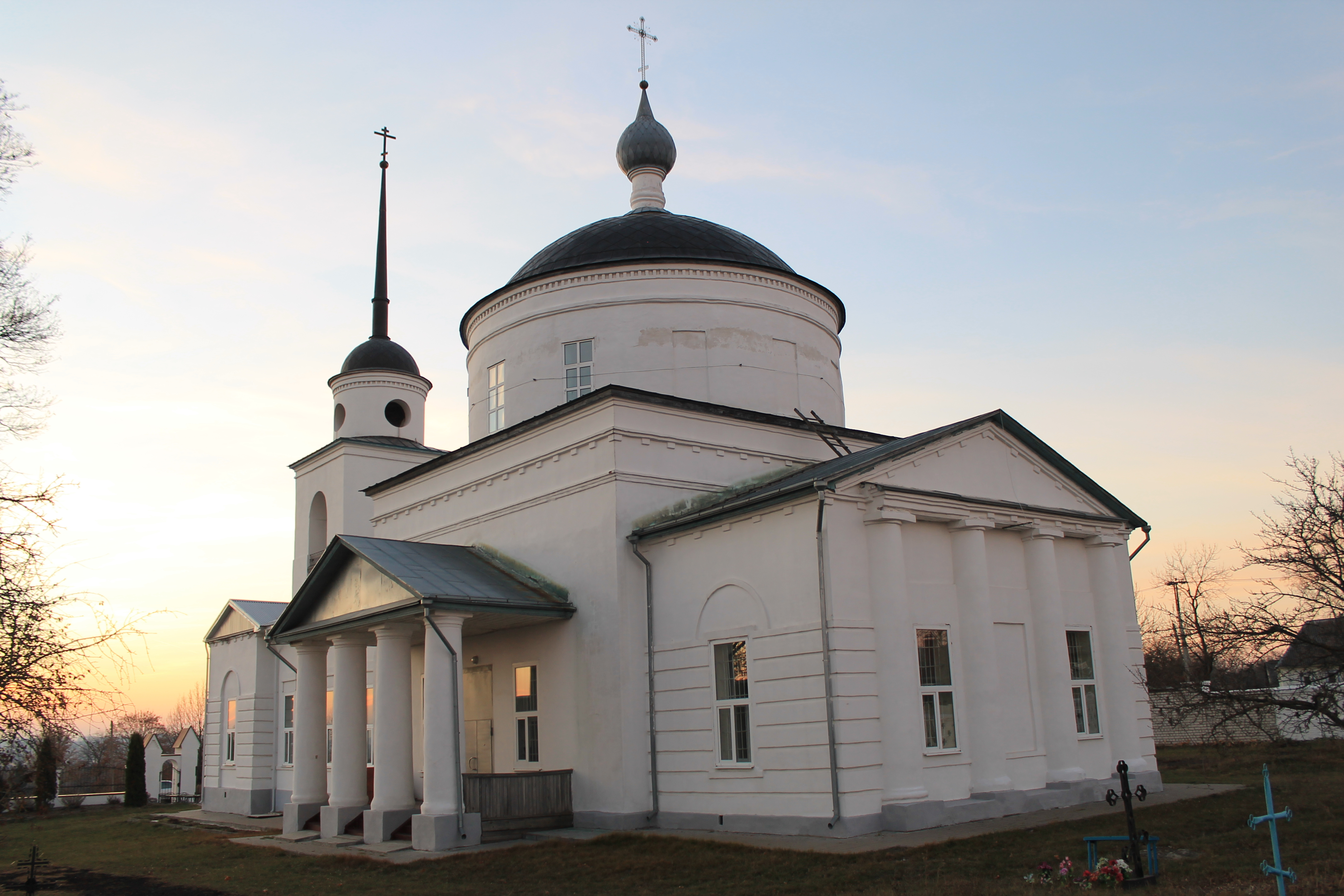
Церковь Спаса Нерукотворного образа, Супонево

До екатерининской секуляризации (1764) — владение Свенского монастыря, расположенного рядом.
С 1840-х гг. — центр особой волости, объединявшей «экономические» селения Брянского уезда; с 1861 по 1924 гг. — административный центр Супоневской волости. В 1924—1929 гг. — в Бежицкой волости, с 1929 года — в составе Брянского района.
В 1976 в состав села включена деревня Тимоновка.

## Население
| 1764  | 1866  | 1878  | 1897  | 1926  | 1979  | 1989    | 2002  |
| ----- | ----- | ----- | ----- | ----- | ----- | ------- | ----- |
| 1200  | ↗1678 | ↗2010 | ↗2529 | ↗3497 | ↗8589 | ↗10 137 | ↘8004 |
| 2010  | 2012  | 2013  | 2021  |       |       |         |       |
| ↗8585 | ↗8698 | ↗8731 | ↗9450 |       |       |         |       |

## Достопримечательности
В 1828—1831 годах в центре села над обрывом высокого берега Десны выстроена церковь во имя Спаса Нерукотворного, господствующая в окружающем пейзаже. Бесстолпный однокупольный храм в стиле ампир возведён из кирпича, снаружи побелён, внутри оштукатурен.

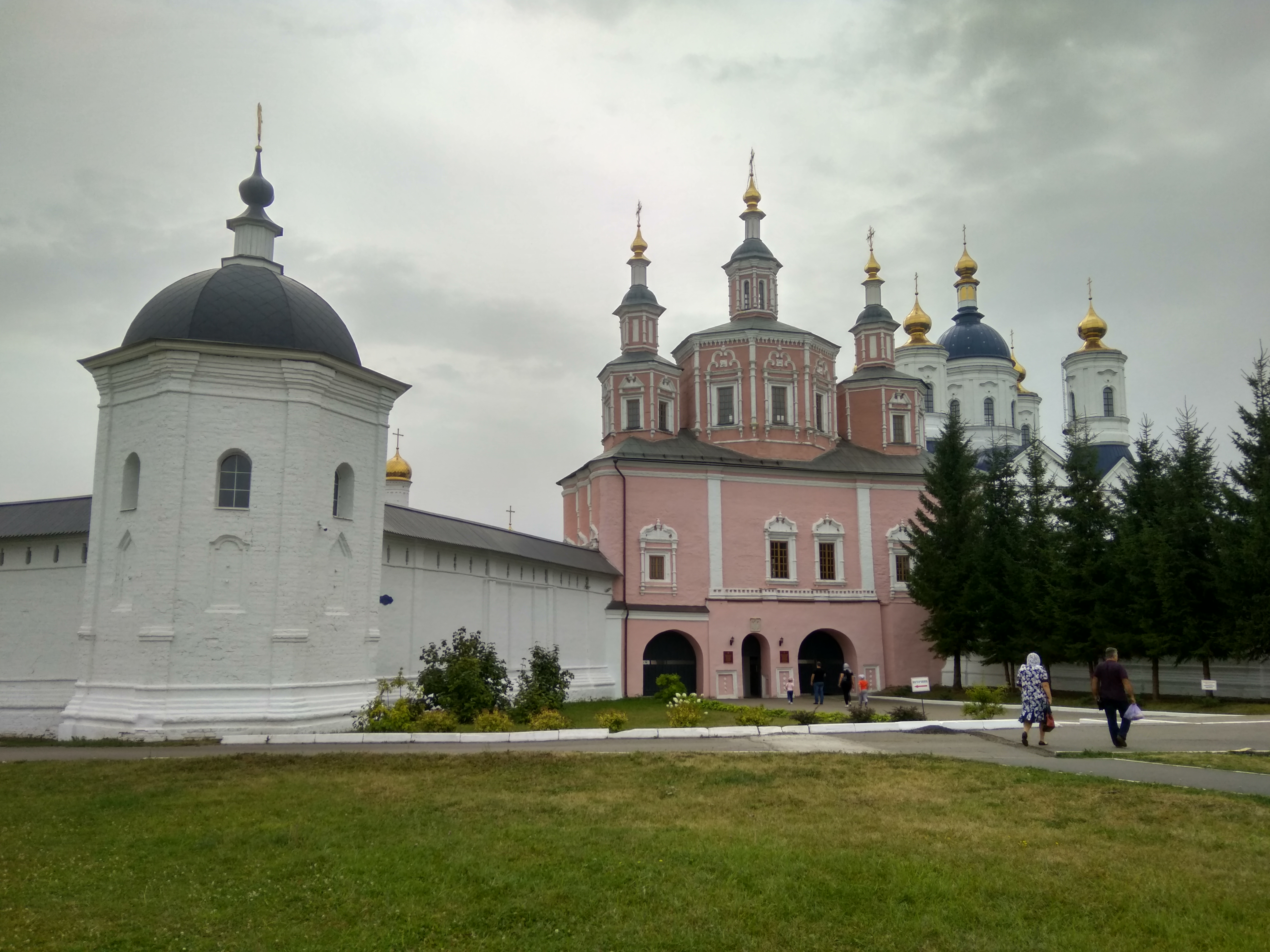
Надвратная церковь и левая въездная башня Свенского монастыря